# Бомба (Абруццо)
Бо́мба (итал. Bomba; на местном диалекте — Bòmme) — коммуна в Италии, расположена в провинции Кьети, в регионе Абруццо.
Население составляет, на 01.01.2023 года, 719 человек, плотность населения ─ 41,66 чел./км². Занимает площадь 17,26 км². Почтовый индекс — 66042. Телефонный код — 0872.
Покровителем коммуны почитается святой Донат из Ареццо. Праздник ежегодно празднуется 7 августа.

## История
Первое историческое упоминание о Бомбе восходит к пергаментам о церковных налогах в XII веке, находящимся сейчас в архиепископской курии Кьети.
В 1269 году Карл I Анжуйский подарил Бомбу вместе с Кьети и многими деревнями в долине Сангро и окрестностях Ранульфо де Куртене.
В XVII веке феод неоднократно менял владельцев.
В 1817 и 1822 годах в Бомбе родились братья Бертрандо и Сильвио Спавента, известные итальянские патриоты и интеллектуалы. В 1908 году было проведено электрическое освещение. В начале XX века были построены акведуки для системы водоснабжения. В 1957 году река Сангро была отведена из-за строительства искусственного озера под Бомбой, используемого в качестве гидроэлектрического ресурса; в последующие годы оно также стал объектом туризма.